# Karin Scheele
Karin Scheele (ur. 22 lipca 1968 w Baden) – austriacka polityk, od 1999 do 2008 posłanka do Parlamentu Europejskiego.

## Życiorys
Kształciła się w szkole handlowej w Baden bei Wien. Studia magisterskie ukończyła w 1997 na Uniwersytecie Ekonomicznym w Wiedniu. Pod koniec lat 80. pracowała jako asystentka społeczna, później do 1995 była etatową działaczką organizacji młodzieżowej socjaldemokratów. Następnie zatrudniona jako referent kolejno w Międzynarodowej Unii Młodych Socjalistów (do 1998) oraz w sekretariacie swojego ugrupowania (do 1999).
W 1999 i 2004 z ramienia socjaldemokratów uzyskiwała mandat posłanki do Parlamentu Europejskiego. Była członkinią grupy socjalistycznej, pracowała głównie w Komisji Ochrony Środowiska Naturalnego, Zdrowia Publicznego i Bezpieczeństwa Żywności. W PE zasiadała do grudnia 2008. W tym samym miesiącu objęła stanowisko ministra ds. zdrowia i opieki społecznej w rządzie regionalnym kraju związkowego Dolna Austria. Stanowisko to zajmowała do 2013, wybierana następnie na posłankę do landtagu (2013, 2018, 2023).